# Reality Winner
Reality Leigh Winner, née le 4 décembre 1991, est une linguiste cryptologue, ancienne employée des services secrets américains et lanceuse d'alerte, condamnée à cinq ans de prison pour « obtention de documents classifiés à partir d'une installation du gouvernement et transmission à un organe de presse ». Les documents proviennent de la National Security Agency (NSA).
Le 3 juin 2017, alors salariée militaire de la société Pluribus International Corporation, Reality Winner est arrêtée sur des soupçons de fuite d'un rapport de renseignement au sujet des accusations d'ingérences russes dans l'élection présidentielle américaine de 2016 vers le site web d'actualités, The Intercept. Le rapport suggère que des hackers russes ont attaqué un fournisseur américain de logiciel de vote électronique. Détenue depuis 2017 à la prison de Lincoln County à Lincolnton, en Géorgie,, Reality Winner est condamnée le 23 août 2018 à une peine de 5 ans et 3 mois de prison. Elle est la première personne condamnée en application de l'Espionage Act sous la présidence de Donald Trump. Elle est libérée en juin 2021, après plus de 4 ans d'emprisonnement.

## Carrière professionnelle
Reality Winner sert de 2010 à 2016 dans l'US Air Force jusqu'à atteindre le niveau de « senior airman » (niveau E-4) avec le 94e intelligence squadron. Elle travaille comme linguiste cryptologue et traduit couramment le persan et le dari, son dialecte parlé en Afghanistan, ainsi que le pachto. Reality Winner obtient la Commendation Medal de l'U.S. Air Force,.
Reality Winner est ensuite embauchée par Pluribus International Corporation, une entreprise prestataire de la National Security Agency (NSA),. Elle se trouve affectée par Pluribus sur une base militaire à Augusta, en Géorgie, le 13 février 2017, jusqu'au 3 juin 2017, date de son arrestation pour divulgation non autorisée de documents classifiés.

## Affaire des fuites

### Divulgation d'un rapport secret et arrestation
Le département de la Justice des États-Unis annonce la nouvelle de son arrestation le 5 juin 2017, quelques heures après la publication par The Intercept d'un article décrivant la tentative russe d'interférer avec l'élection présidentielle de 2016, basé sur la divulgation anonyme de documents classifiés de la National Security Agency (NSA). The Intercept a, par inadvertance, aidé à identifier sa source anonyme.
The Intercept prend contact avec la NSA le 30 mai et envoie des copies des documents à l'agence, afin de confirmer leur authenticité. La NSA informe le FBI le 1er juin. Le FBI constate que les documents ont été imprimés car, selon les copies au format PDF envoyées par The Intercept, ceux-ci « semblent être pliés, ce qui suggère qu'ils ont été imprimés et assemblés à la main dans une zone sécurisée. ». De plus, la NSA réalise une enquête interne, confirmant que Reality Winner était l'une des six personnes employées qui avaient eu accès à ces documents particuliers sur son système classifié, et que seulement l'ordinateur de Winner avait été en contact avec The Intercept via un compte de courriel personnel. Elle avait de plus fait part sur les réseaux sociaux de son opposition à la politique du président Donald Trump, ce qui lui donnait un mobile pour diffuser ces documents étayant le piratage russe pour aider à l'élection de Donald Trump.
Le 3 juin, le FBI obtient un mandat de perquisition des appareils électroniques de Winner et celle-ci est arrêtée.
Dans une « déclaration sous serment appuyant une demande de mandat d'arrêt », datée du 5 juillet 2017, l'agent spécial du FBI Justin C. Garrick écrit :

« Le 3 juin 2017 votre enquêteur a parlé à Winner à son domicile à Augusta. Durant cette conversation, Winner a admis avoir intentionnellement identifié et imprimé le document de renseignement classifié, bien que n'ayant pas de "besoin d'en connaître", et sachant que ce document était classifié. Winner a ensuite admis avoir enlevé le document de son espace de travail, l'avoir détenu puis expédié depuis Augusta au News Outlet, dont elle savait qu'il n'était pas autorisé à recevoir ou détenir ces informations.
Winner a de plus reconnu qu'elle était consciente des contenus de ce document et que ceux-ci pouvaient être utilisés au préjudice des États-Unis et à l'avantage d'un pays étranger.
Conclusion :
Votre enquêteur affirme que les faits mentionnés dans cette déclaration sous serment établissent une raison probable de croire que Winner a commis une infraction de la loi 18 U.S.C. section 793(e). En conséquence, votre enquêteur requiert respectueusement que le tribunal émette un mandat d'arrêt de Winner. »

### Procédure judiciaire et soutiens
Le fondateur de WikiLeaks Julian Assange appelle l'opinion publique à soutenir Reality Winner, offrant une récompense de 10 000 $ pour plus d'informations à propos d'un journaliste de The Intercept qui aurait supposément aidé le gouvernement des États-Unis à identifier Winner comme la responsable de la fuite. Assange, écrit sur Twitter que « Winner ne dispose pas comme James R. Clapper ou Petraeus d'une "immunité de l'élite". Elle est une jeune femme emmurée pour avoir parlé à la presse ». 
Le 8 juin 2017, Reality Winner plaide non coupable de l'accusation de « rétention volontaire et de transmission d'une information de défense nationale », et se voit refuser sa demande de libération sous caution. Les procureurs estiment qu'elle peut avoir été impliquée dans d'autres fuites d'informations classifiées, et qu'elle pourrait essayer de fuir le pays si elle était libérée. Les avocats du département de la justice font également valoir que son équipe de défense ne doit pas être autorisée à discuter de toute information classifiée, même si celle-ci fait partie de nouvelles publiées par les médias,.
Le 29 août 2017, les avocats de Reality Winner déposent une requête en nullité auprès de la cour de district, en faisant valoir que les droits Miranda ne lui ont pas été lus avant qu'elle soit interrogée par le FBI le 3 juin.

### Jugement
En juin 2018, Reality Winner accepte de plaider coupable, la peine étant négociée à 63 mois au lieu des 10 ans maximum possibles, les procureurs souhaitant éviter la divulgation de documents classifiés et de techniques de renseignements lors d'un procès ouvert. Cette peine de 63 mois est prononcée le 23 août 2018. Il s'agit de la plus longue peine de prison jamais imposée à une personne ayant fait fuiter des informations à la presse.
Trevor Timm, directeur exécutif de Freedom of the Press Foundation estime dans The Intercept que l'accusation répétée plusieurs fois lors du jugement par le procureur de district Bobby Christine, selon laquelle Reality Winner aurait « causé un tort exceptionnellement grave à la sécurité nationale » des États-Unis ne tient pas. En effet, The Intercept, à la demande explicite du « gouvernement » avait supprimé plusieurs informations de son article de juin 2017, dont l'identifiant de l'unité des services russes concernée. Or cette information a été diffusée par le procureur spécial Robert Mueller en juillet 2018, sans que le gouvernement ne fasse opposition. De plus, les services secrets russes étaient déjà au courant d'une enquête du FBI dès mi-2016, longtemps avant les révélations de Reality Winner.

### Libération
Reality Winner est libérée en juin 2021 pour bon comportement. Elle ne bénéficie ni de pardon ni de mesure compassionnelle.

## À la télévision et au cinéma
Son histoire fait l’objet d’un reportage dans l’émission Full Frontal with Samantha Bee sur TBS, diffusée le 21 avril 2021, et dans l’émission 60 Minutes sur CBS, diffusée le 5 décembre 2021.
En 2019, Tina Satter présente Is This A Room, une pièce de théâtre basée sur les retranscriptions de l'entretien entre Reality Winner et le FBI lors de son arrestation. Elle adapte ensuite elle-même cette pièce au cinéma, dans ce qui constitue sa première expérience à la réalisation de long métrage : Reality sort sur HBO le 29 mai 2023. Sydney Sweeney y incarne Winner, aux côtés de Josh Hamilton et Marchánt Davis. Le scénario est signé Tina Satter et James Paul Dallas. Le film est présenté au festival international du film de Berlin en février 2023. En Belgique et en France, il sort le 16 août 2023 au cinéma.
Winner, comédie noire biographique sur la vie de Winner, réalisée par Susanna Fogel, sur un scénario de Kerry Howley, avec Emilia Jones dans le rôle principal, est présenté en octobre 2022, et sort en janvier 2024.